# Universitetssjukhuset i Lund
Denna artikel behandlar det tidigare sjukhuset Universitetssjukhuset i Lund, som 2010 slogs ihop med sjukhuset i Malmö och bildade Skånes universitetssjukhus.
Universitetssjukhuset i Lund, tidigare Lunds lasarett, var ett regionsjukhus i Lund. Det slogs 2010 ihop med det tidigare Universitetssjukhuset Mas i Malmö och går nu under namnet Skånes universitetssjukhus.
Universitetssjukhuset i Lund grundades 1768 och är ett av Sveriges äldsta sjukhus. Före sammanslagning fanns cirka 7 800 anställda och en årsbudget på 5,4 miljarder kronor (2006). Det fanns högspecialiserade kliniker inom bland annat neurokirurgi, thoraxkirurgi och en neonatalavdelning. Patienter från hela södra Sverige med behov av speciell sjukvård var ofta tvungna att åka till Universitetssjukhuset i Lund.

## Historik

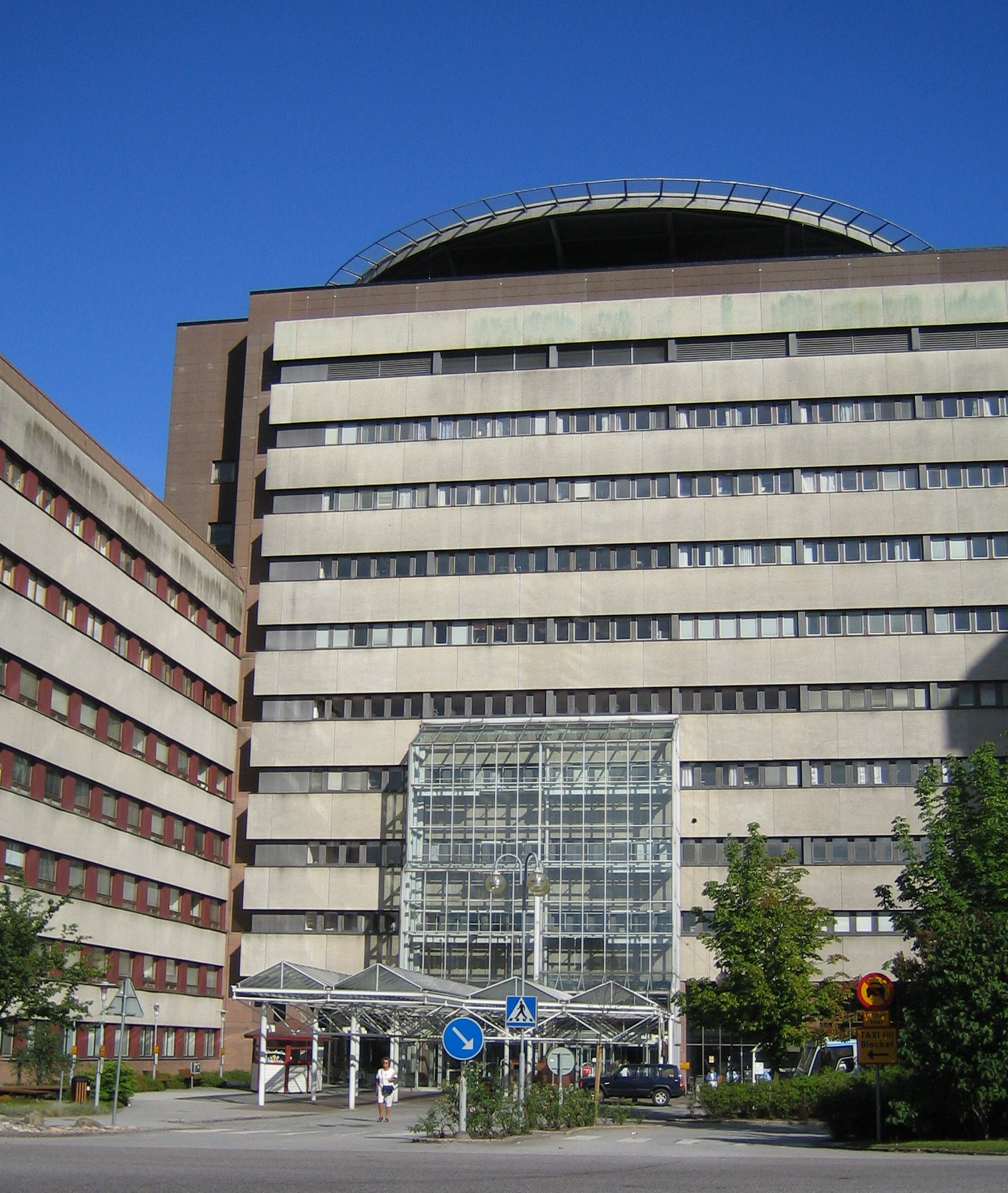
Sjukhusentrén

Under medeltiden bedrevs sjukvård i Lund i Helgeandshuset vid Stora Södergatan, som var ett kombinerat fattigvårdshus, sjukhus och ålderdomshem. År 1864 uppfördes Gamla kirurgen på nuvarande Södra lasarettsområdet. Det gamla sjukhusområdet låg norr om Paradisgatan upp mot Vallgatan och Helgonagården. Det stod tidigt klart att lokalerna inte räckte till, och strax före första världskriget invigdes ett sammanhängande komplex som sträckte sig över Vallgatan mot Helgonagården och Allhelgonakyrkan. Då tillkom de karaktäristiska valven som går ovanför Vallgatan, vilka befanns vara billigare att bygga än att gräva kulvertar. Alla dessa hus finns kvar än i dag och används av Lunds universitet.
Under 1940-talet började man bygga ut norr om Lunds universitetsbibliotek i Lund. Ett nytt barnsjukhus, fem våningar högt i tegel, stod klart 1951, och också Onkologen och Öron-Näs-Halskliniken tillkom vid denna tid genom donationer från hovet. 
Den 29 oktober 1953 lyckades Inge Edler och Hellmuth Hertz utföra världens första medicinska ultraljudsundersökning, en ekokardiografi. 
Brist på lokaler tvingade landstinget att påbörja en sjukhusutbyggnad snabbt och på rekordtid. Från och med 1964 började schaktning för "Blocket" - en av Lunds högsta byggnader, tolv våningar och 55 meter högt över marken. Taket befinner sig 119 meter över havet. På grund av denna höjd används taket från mitten av 1980-talet för en stor tv-antenn, vilken tog emot fjärr- och satellit-tv-signaler till stadens kabel-TV-nät. Schaktmassorna från bygget kördes till en tipp, som nu är Sankt Hans backar. Hela rekordbygget möjliggjordes av att arkitekterna fick åka till USA och studera skyskrapebyggnader. Det applicerades direkt i Lund när de kom hem, utan att de behövde lägga ned tidsödande arbete på ritningar. Blocket stod klart 1968, invigt av statsministern Tage Erlander och 1970 var hela inflyttningen klar i och med att lungkliniken hade flyttat till sina nya lokaler. På utrymmet omedelbart norr om Centralblocket står sedan 1919 Folkskoleseminariets byggnad med sin karakteristiska tornhuv och sina tre flyglar. Det byggdes som folkskollärarseminarium, men kom från omkring 1960 till 1990-talet att användas både av sjukhuset, av ekonomiska fakulteten vid Lunds universitet, vårdutbildningar (bland annat sjukgymnaster) och som lokal för tentamensskrivningar av universitetet. I nutid inrymmer den tidigare seminariebyggnaden sjukhusets centrala administration samt delar av barn- och ungdomssjukvården. 
Sedan 1970-talet har ytterligare om- och tillbyggnader skett. År 2001 invigdes det nya barnsjukhuset bredvid Blocket, och under 1990-talet byggdes det vidare med flera parkeringshus och en ombyggnad till en kollektivtrafikterminal. De senaste förändringarna är Ronald McDonaldshuset vid Lunds universitetsbibliotek, den nya akuten invigdes 2002 och helikopterplattan invigdes 2004. Den ursprungliga akutmottagningen var ett 35-årigt provisorium.